# ジョン・ドリトル
ジョン・ドリトル（John Dolittle）は、20世紀前半にアメリカ合衆国で活動したイギリス出身の小説家、ヒュー・ロフティングによる児童文学作品ドリトル先生シリーズ（Doctor Dolittle）の主人公である架空の博物学者・ダラム大学医学博士・ジェントリ。
Dolittleの日本語表記は1925年の大槻憲二訳では「ドーリットル」だったが、1941年の井伏鱒二訳以降は「ドリトル」と表記・発音するのが例外もあるが慣例となっている。

## 人物像

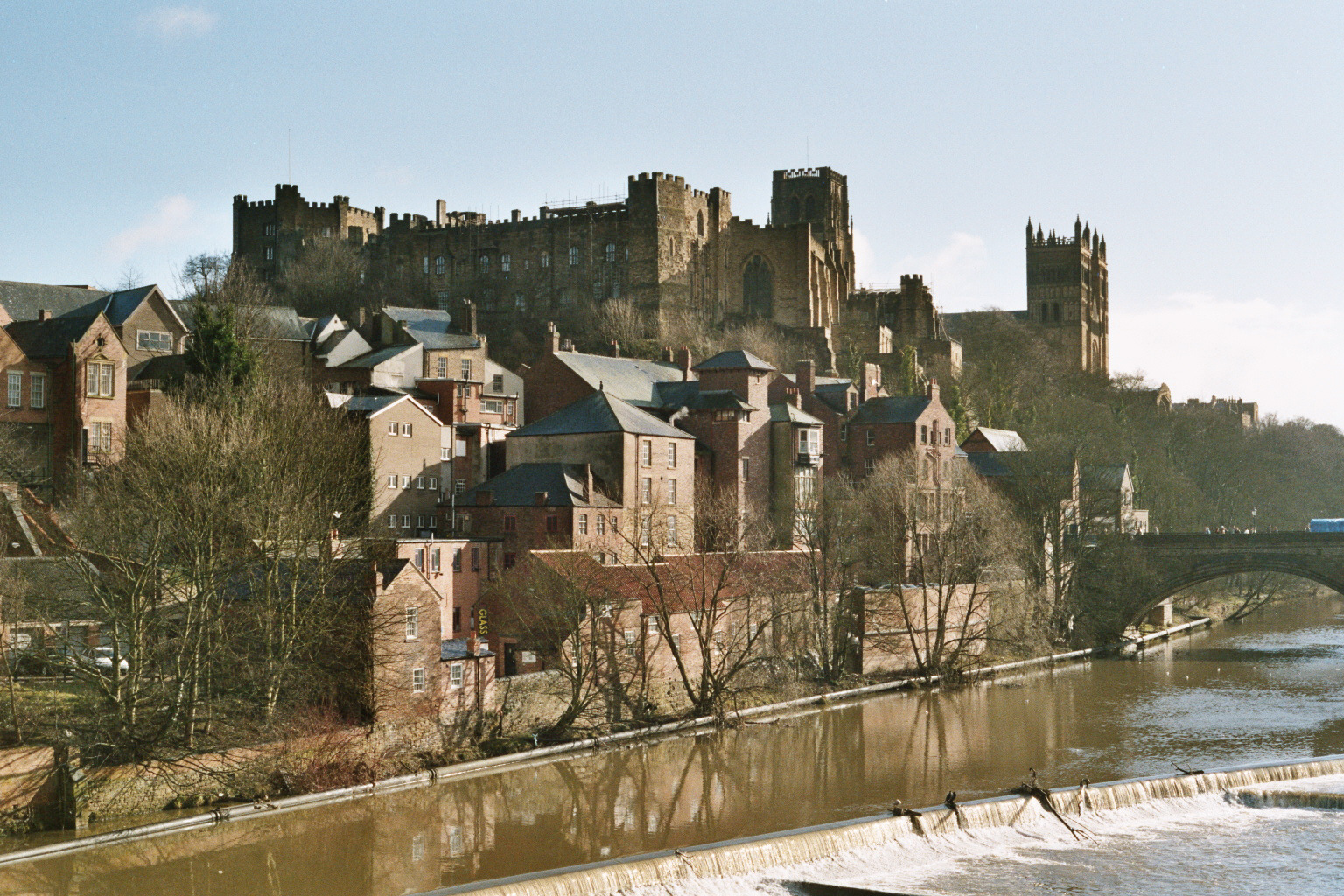
学生時代を過ごした、ダラム大学になっているダラム城

イングランド西部のスロップシャー（Slopshire）にある田舎町、沼のほとりのパドルビー（Puddleby-on-the-Marsh）の、オクスンソープ通りに面した先祖代々の広大な屋敷に住んでいる。体型はころころとした超肥満型で、第4巻『サーカス』第1部2章ではマザー・グースに登場するハンプティ・ダンプティになぞらえて紹介されている。パイプ煙草を愛用し、フロックコートに当人のトレードマークでもあるシルクハット、ステッキ姿で登場する典型的な英国紳士。ダラム大学に学び、同大で医学博士号を取得している。性格は温和だが、いざと言う時の戦闘能力は高く、第2巻『航海記』第5部における部族戦争をはじめとして、格闘する場面がいくつかある。また水泳も得意であるなど、身体能力は高い。一方、音楽にも造詣が深く、フルートの演奏を趣味の一つとしている。
冒険家肌の博物学者であり、非常に意志が強く、辛抱強い。一度決心すると、どんな困難が降りかかってこようともけして諦めず、希望を持って頑張り通し、ついに目標を達成してしまう。相手の言葉に理がある時は、たとえ無学な子供であろうと貧者であろうと尊重し、相手が間違っていれば、国王であろうと怖気ずに進言する。その性格と生活態度から、一般人からは「紳士だけど風変わり」と評判の人物である。
動物達の意志と権利を尊重する観点から、自国のキツネ狩りやスペインの闘牛を野蛮な行為と断じ、根絶すべきであると強く主張している。実際にイングランドの一地方ではキツネ狩りを実質的に廃止へ追い込み、スペイン領のカパ・ブランカ島では、闘牛の全面禁止を賭けて本職の闘牛士と対決した。さらに動物を利用した営業行為の現状を虐待であると論じ、不衛生なペットショップから動物たちを救出したり、自ら理想的な動物園やサーカスを実現したりしてみせた。先生自身は家畜廃止論者ではなく、菜食主義でもない。
「未開の民を、優れたキリスト教徒としてのイギリス人が教化する」という植民地主義に肯定的な発言が多少見られるものの、ドリトル先生自身は当時では珍しいほど、人種や階層などにはこだわらない人物として描かれている。先生が最も尊敬する博物学者、ロング・アローはアルファベットを解さない非識字者のインディアンであり、また親友であるジョリギンキ国王子のカアブウブウ・バンポはアフリカ黒人、マシュー・マグはペット用の屑肉を扱う猫肉屋を生業とする貧民層の人物である。無学で貧しいトーマス・スタビンズも当初から「トミー君」や「坊や」ではなく「スタビンズ君」と呼び、子供扱いせず一人前の助手として扱っている。
一方、女性との付き合いは苦手で、細々した身の回りのことでとやかく言われることについていつもこぼしている。女性との交流はマシューの夫人であるテオドシア・マグを除いてほとんどなく、妹のサラからは絶縁されてしまっている。当時のジェントリの多くの例に漏れず独身であり、第2巻『航海記』第5部9章ではバンポの父であるジョリギンキ国王が120人の妻を持つことを聞かされ、「それはますますよろしくない、120倍もよろしくない」と評している。また金銭に対して無頓着で、多少の収入があっても、研究や気の毒な動物たちのためにすぐ使ってしまい、広大な屋敷を除いて無一文という状態が珍しくない。それでも楽しく幸福でいられるのは先生の人望を慕う多くの友人や動物に囲まれ、困った時はいつでもその協力が得られるからである。剃刀の代わりにガラス瓶の破片で髭を剃るという、合理性と無頓着のどちらにも解釈できる癖を持つ。

### ドリトル先生が操る言語
ドリトル先生はイギリス人（イングランド人）なので母国語は英語であるが、それ以外の言語にも広く通じている。本編中では少なくともフランス語、スペイン語で会話している場面があり『航海記』第3部8章ではスペイン領のカパ・ブランカ島において"Dolittle"姓を"do little"、つまり「僅かな働き」と解してスペイン語に意訳したホアン・アガポコ（Juan Hagapoco）の別名で呼ばれている。『サーカス』第4部5章で「しゃべる馬のニーノ」の見世物に出演した際のマシュー・マグの口上によれば、日本語は話せないとのことである（ちなみに時代は19世紀。日本は江戸時代末期、攘夷か開国かで国内が二分していた頃）。
動物語は最初、英語やスウェーデン語が話せるオウムのポリネシアから教わり、ポリネシアやマシュー・マグに薦められて獣医師に転業した頃には哺乳類や鳥類は無論のこと、ワニのような大型の爬虫類とも問題無く会話が出来るようになった。魚類は『アフリカゆき』の頃はサメのような大型のものとなら会話が出来たが、後に『航海記』ではもっと小型の魚や貝類との会話にも成功している。『月からの使い』ではモールスの発明した電信機を改良した機械を通じて昆虫との会話に成功し、続巻の『月へゆく』では地球上のものより大型の固有種ながら植物との会話にも成功した。先生が動物との会話に際して最も苦労する点は人間に尻尾が無いことで、尻尾を使ったジェスチャーが必要な場合はモーニングコートの裾で代用している。動物語が話せることについては、一般人に説明しても変人扱いされるだけなので普段は秘密にしている。しかし必要に迫られた場合は口外しないことを条件に打ち明ける場合もある。
また、西アフリカのファンティポ王国で国際郵便を始めた際は、動物間で共通使用する文字を考案し、『北極マンスリー』などの雑誌を発行した。その後もネズミ用の文字や豚用の文字を考案し、助手のスタビンズが「スタビンズ&スタビンズ書店」名義でそれらの文字を使用した書籍を出版したり動物が書いた原稿を英語に翻訳出版したりしている。

### ドリトル先生の旅行
ドリトル先生は研究と標本採集を主な目的に、動物たちを連れて長期にわたる旅行や航海に出掛けることが恒例になっている。本編中で言及されている旅行や航海は以下の通りである。
- 若い頃、オーストリアのウィーン（ヴィエナ）でパガニーニのヴァイオリン演奏を聴いた[16]。
- 1809年4月、北極点に到達[17]。現地でホッキョクグマから地下に石炭が埋まっていることを教わるが、乱開発を防ぐためその事実を公表しないことを約束した。
- 1830年代前半、アフリカの猿たちが深刻な伝染病に苦しめられている、との一報が季節外れのツバメよりもたらされ、動物たちを連れて大急ぎでアフリカへ渡航する。アフリカに上陸する目前で船が座礁したり、ジョリギンキ王国で捕まる、などのアクシデントを経て猿の国へたどり着き、伝染病を終息させたお礼に世にも珍しい2つ頭の有蹄類・オシツオサレツ（Pushmi-pullyu）を贈られた（『アフリカゆき』前半）。その帰り道にはガンビア・グーグー国でイワツバメの乱獲を止めさせ（『楽しい家』の「あおむねツバメ」）、カナリア諸島近海では、ジョリギンキのバンポ王子が調達した船がもうすぐ沈没することをネズミに知らされ、急いで上陸。海賊の襲撃に遭うも、先に上陸していた先生は船の沈没を逃れ、代わりに海賊船を接収する。その後、海賊の仲間入りを拒んで岩礁へ置き去りにされた漁師をジップの鼻で居場所を特定して救出。この功績で、漁師の故郷（イングランド南西部のコーンウォールか）[18]において、ジップは金の首輪を贈呈された（『アフリカゆき』後半）。
- イギリスの冬が体に合わないオシツオサレツの為、避寒を兼ねて西アフリカへ航海。その帰りにイギリス海軍の協力で奴隷商人を撃退したことが発端となり、ファンティポ王国の郵便局再建をココ王より依頼される。国際郵便局の閉鎖直前には、ファンティポの奥地にある“秘密の湖”ジュンガニーカ湖で、太古より生きながらえるリクガメ・ドロンコ（Mudface）より旧約聖書の大洪水にまつわる長い物語を聞き取った（『郵便局』）。
- 『キャラバン』第3部4章では「5年ほど前」に東南アジアへ航海し、ビルマで穫れる特殊な米でポケットサイズの馬を育てた後、シャムの国王へ献上した際の思い出を語っている。この際と同じ旅程の出来事かは不明であるが『航海記』第1部3章ではスタビンズ少年との初対面に際し、インドで糖蜜が入った壺を頭に乗せて運んでいた女性とぶつかって糖蜜まみれになったことを回想している。
- 1839年から1840年頃、助手となったスタビンズを連れてロング・アローが消息を絶った南米の孤島、クモザル島（Spidermonkey Island）への航海。船は嵐で大破するが、イルカの助けで島に到着し、ロング・アローの救出に成功する。その後、島内で勃発した部族間の紛争を収める。島民の全面的な信頼を得て王に祭り上げられ、ジョング・シンカロット王として2年余りを過ごした後、大ガラス海カタツムリの協力でイギリスへ帰還した（『航海記』第3 - 6部）。
- 昆虫の言語に関する研究を進めていた時期に巨大な蛾のジャマロ・バンブルリリイに導かれて月に到達する。月世界を統治する太古の巨人、オーソ・ブラッジと出会い現地で1年を過ごした（『月からの使い』『月へゆく』『月から帰る』）。
- 月から持ち帰った植物を基にした不老長寿の研究が行き詰まり、またジュンガニーカ湖で聞き取ったドロンコの伝承に関する記録が失われたことから、再び西アフリカ・ファンティポへの航海を敢行。ジュンガニーカ湖で地震により生き埋めになっていたドロンコを救出し、再度、大洪水に関する口伝の聞き取りを行う（『秘密の湖』）。

また『緑のカナリア』第1部1章で豚のガブガブは「アフリカ、アジア、フィジーへ行った」と述べているが、アフリカは『アフリカゆき』を指すとしても「アジア」が前述の東南アジアやインドへの渡航を指すのか、また南太平洋のフィジーに渡航したのがどの時期で、先生に連れられてのものか否かなどは不明である。
旅行の行き先が特に決まっていない場合は、目をつぶって無作為に地図帳をめくりながら鉛筆を突き立て、筆先が指し示した場所を目的地とする運まかせの旅行（Blind travel）と呼ばれる行事で行き先を決める。過去にその場所を訪れたことがある場合には、やり直すのがルールである。この行事は本編中で2回にわたって実施され、1回目は『航海記』第2部11章でロング・アローが消息を絶ったクモザル島が、2回目は『月からの使い』第2部14 - 15章で月(地図帳で太陽系図の次のページに掲載された月面図）が目的地となった。
先生は旅行に際して大荷物を用意することを好まず、医療用具と必要最低限の生活用品（上述の、剃刀代わりのガラス片を含む）だけを愛用の鞄に詰めて持って行く。月世界の探索に当たった時だけは例外的に、月から飛来した蛾の背中に、観測・実地調査用の機材を大量に乗せて運搬した。

## モデル
ドリトル先生の特徴的な団子鼻は、ロフティングの長男・コリンの顔がモデルとされており、父の創作童話をいたく気に入ったコリンは「ドリトル先生」を自称していたことで知られている。ロフティングは、ドリトル先生のモデルとなった実在の人物の存在については特に言及していないが、解剖学の権威でロンドンのレスター・スクウェアに在る邸宅（この邸宅はR・L・スティーヴンソン『ジキル博士とハイド氏』に登場する屋敷のモデルとしても知られる）の敷地内に私設の動物園を有していたジョン・ハンターや、ロフティングの故郷であるバークシャー州・メイデンヘッドからも近いハートフォードシャー州・トリングで1892年に動物学博物館を開館した、博物学の大家としても知られるロスチャイルド家第3代当主、ウォルター・ロスチャイルド男爵らがモデルになっているのではないかとも指摘されている。この内、ハンターは弟子のエドワード・ジェンナーからある症状の治療について手紙で相談を受けた際の返信で「"do little"（何もしないこと）が一番だと思う」と回答したと言うエピソードが存在する。

## 演じた俳優
アメリカで製作された映像化作品に登場するドリトル先生は、実写映画・アニメーションを問わず原作のような肥満体でなくスマートな体型で描写されることが多い。

### 映画
- レックス・ハリソン - 20世紀フォックスの製作で1967年に公開された『ドリトル先生不思議な旅』で主演。この映画では、原作と異なり菜食主義者として描かれている。日本語版の吹き替えは、NHKで放送された際は宝田明が、映像ソフト（VHS・LD・DVD）では中村正が担当した。

### アニメ
- アメリカで1970年に放送されたテレビアニメ『ドリトル先生航海記』では、オリジナルの声優をボブ・ホルト（英語版）が担当した。日本語版（1972年にNHKで放送）の声優は立川清登。
- アメリカで1984年に放送された日米合作のテレビアニメ『ドリトル先生物語』では、ジョン・スティーブンソン（英語版）が声優を担当している。日本では1990年にOVAとして第6話まで発売された後、1997年にNHK衛星第2の「衛星アニメ劇場」枠で全13話が放送された。前述の『不思議な旅』の映像ソフト版でも先生を演じた中村正が日本語版の声優を担当している。
- アメリカで2011年に放送されたフルCG形式のテレビアニメ『The Voyages of Young Doctor Dolittle』では、ティム・カリーが原作よりも若い年齢設定の「ヤング・ドリトル先生」を演じている。

## 映画「ドクター・ドリトル」における設定
20世紀フォックスの製作で1998年に公開された映画『ドクター・ドリトル』と2001年に公開された続編『ドクター・ドリトル2』はロフティングが原作者としてクレジットされているものの、エディ・マーフィが演じる主人公の名前が「ジョン・ドリトル」で職業が獣医師であることを除いては以下のように、原作とは全く異なる設定である。
この映画の主人公、ジョン・ドリトルはイギリス人でなくアフリカ系アメリカ人で、舞台はヴィクトリア朝のイギリスでなく現代のアメリカ合衆国・サンフランシスコである。この映画のジョン・ドリトルは原作のように独学で動物語を習得した訳ではなく、動物と話せるのは少年時代から自然に身に着けていた特殊能力とされている。独身ではなくリサという夫人がおり、カイラ・プラットが演じる娘のマヤ・ドリトルも父の能力を受け継いでいる。劇場映画2作品の続編として製作されたオリジナルビデオの『ドクター・ドリトル3』『ドクター・ドリトル4』『ドクター・ドリトル ザ・ファイナル』ではマヤが主人公になっており、ジョンは登場しない。
ユニバーサル・ピクチャーズ製作・2020年公開の映画『ドクター・ドリトル (2020年の映画)』では、ロバート・ダウニー・Jrがジョン・ドリトルを演じた。ヴィクトリア女王の権限で、イギリス国内に作られた動物保護区を居住地として与えられ、動物たちと暮らしている。リリーという夫人がいたが、彼女は独りで行った冒険で事故死しており、そのためジョンは人との関わりを断って引き篭もっている、という設定である。